# El maravilloso viaje de Nils Holgersson
El maravilloso viaje de Nils Holgersson (en sueco original, Nils Holgerssons underbara resa genom Sverige) es una famosa obra de ficción de la autora sueca Selma Lagerlöf, publicada en dos partes en 1906 y 1907. El telón de fondo para la publicación fue un encargo de la Asociación Nacional de Maestros en 1902 para escribir un libro de lecturas de geografía para las escuelas públicas. 
«Ella le dedicó tres años a estudiar la naturaleza y familiarizarse ella misma con la vida de los animales y las aves. Investigó folclore inédito y leyendas de diferentes provincias. Todo este material lo entrelazó ingeniosamente en su historia.» (De la introducción de la traductora al inglés, Velma Swanston Howard.)
Selma Lagerlöf, como muchos destacados intelectuales suecos de su época, era amiga de la reforma en la ortografía sueca. Cuando se publicó en 1906, este libro fue uno de los primeros en adoptar el nuevo sistema ortográfico mandado por una resolución gubernamental de 7 de febrero de 1906.

## Argumento
El argumento del libro trata de un joven muchacho, Nils Holgersson, «cuyo mayor gusto era comer y dormir, y después le gustaba hacer travesuras». Disfruta molestando a los animales de la granja de su familia. Mientras sus padres están en la iglesia y le han dejado en casa para que se memorice capítulos de la Biblia, Nils captura un duende con una red. El duende le propone a Nils que si lo libera le dará una gran moneda de oro. Nils rechaza la oferta y el duende lo castiga, convirtiendo en duende al propio Nils, aunque al mismo tiempo le concede el don de poder hablar con los animales, quienes están encantados de ver al muchacho reducido a su tamaño y están deseosos de vengarse. Mientras ocurre esto, un grupo de gansos salvajes vuela sobre la granja en una de sus migraciones, y Martín, uno de los gansos domésticos de los padres de Nils, se une a ellos. En un intento de rescatar algo antes de que su familia regrese, Nils se agarra fuerte al cuello del pájaro cuando este logra despegar con éxito para unirse a las aves salvajes.
Los gansos salvajes, que al principio no están de acuerdo con llevar con ellos a un niño y un ganso doméstico, al final lo llevan a un intrépido viaje a través de todas las provincias históricas de Suecia, observando sus características naturales y recursos económicos. Al mismo tiempo, los personajes y las situaciones que encuentra hacen de él un hombre: el ganso doméstico debe probar su capacidad para volar como los experimentados gansos salvajes, y Nils necesita demostrar a los gansos que él sería un compañero útil, a pesar de sus reparos iniciales. Durante el viaje, Nils aprende que si demostrara que ha cambiado para mejor, el duende podría estar dispuesto a devolverle su tamaño original.
El libro fue criticado por el hecho de que el ganso y el muchacho no hacen ninguna parada en la provincia de Halland. En el capítulo 53 vuelan sobre Halland, y en el camino de regreso a Escania, la vista no les impresiona por lo que no se detienen. Sin embargo, este capítulo se ha añadido a algunas traducciones de la obra.

## Adaptaciones a cine y TV

### URSS
Una película de animación realizada a la tradicional en la URSS titulado El muchacho encantado (ruso Заколдо́ванный ма́льчик, Zakoldovanyy Malchik) fue lanzado en 1955. Lo dirigieron Vladímir Polkovnikov y Aleksandra Snezhko-Blotskaya y se produjo en el estudio Soyuzmultfilm de Moscú.

### Anime
Una adaptación de anime (ニルスのふしぎな旅 Nirusu no Fushigi na Tabi) consistente en 52 episodios de 25 minutos de duración fue emitido en la NHK desde el 8 de enero de 1980 al 17 de marzo de 1981. El anime también fue emitido en el mundo árabe (como "مغامرات نيلز" Aventuras de Nils). La serie también se emitió en Canadá (en francés), Francia, Alemania, Suecia, Finlandia, Islandia (como "Nilli Hólmgeirsson"), Bélgica, Grecia ("Το θαυμαστό ταξίδι του Νίλς Χόλγκερσον" - "El maravilloso viaje de Nils Holgersson"), Países Bajos, Polonia ("Nils y el ganso salvaje"), Portugal, Rumania, España, Eslovenia ("Nils Holgerson" con una sola s), Hungría ("Nils Holgersson csodálatos utazása a vadludakkal"), Israel, Turquía ("Uçan Kaz" ("El ganso volador")), Italia, Hong Kong (doblado al cantonés), China continental, Sudáfrica (traducido al afrikáans) y Albania, pero en algunos países fue cortado para permitir anuncios comerciales. El anime fue la primera producción de Studio Pierrot (Mamoru Oshii fue un director de la serie). El anime fue muy fiel al original, dejando a un lado la aparición de un hámster como mascota de Nils, y el mayor papel que tenía el zorro Smirre. 
En Alemania, los dibujos animados se combinaron en un largometraje de animación (~ 1h 22min de duración) en 1981; el mismo lanzamiento ha sido doblado y emitido en Estonia para DVD y VHS.

#### Elenco
- Nils: Mami Koyama
- Carrot: Tadashi Yamazaki (personaje original de los dibujos)
- Mártin: Yoshito Yasuhara
- Akka: Nobuko Terashima
- Gunnar: Hideyuki Tanaka
- Ingrid: Minori Matsushima
- Gusta: Shigeru Chiba
- Lasse: Kenichi Ogata
- Suirii: Yoneko Matsukane
- Dunfin: Kumiko Takizawa
- Golgo: Tesshō Genda
- Lex: Kei Tomiyama
- Hada: Ryōji Saikachi
- Emmerich: Sanji Hase
- Padre de Nils: Masane Tsukayama
- Madre de Nils: Masako Ikeda